# 備前三門駅
備前三門駅（びぜんみかどえき）は、岡山県岡山市北区下伊福上町にある、西日本旅客鉄道（JR西日本）吉備線（桃太郎線）の駅である。駅番号はJR-U02。

## 歴史
- 1904年（明治37年）11月15日：中国鉄道吉備線開通時に、三門駅（みかどえき）として開設[1]。
- 1944年（昭和19年）6月1日：中国鉄道鉄道部門が国有化、国鉄吉備線の駅となる[1]。備前三門駅（びぜんみかどえき）に改称[1]（千葉県三門駅との区別のため備前がついた）。
- 1971年（昭和46年）11月1日：荷物扱い廃止[2]、簡易委託駅化[3]。
- 1987年（昭和62年）4月1日：国鉄分割民営化に伴い、JR西日本の駅となる[1]。
- 2007年（平成19年）
  - 7月23日：ICOCA対応簡易型自動改札機設置。
  - 9月1日：ICカード「ICOCA」の利用が可能となる。

## 駅構造

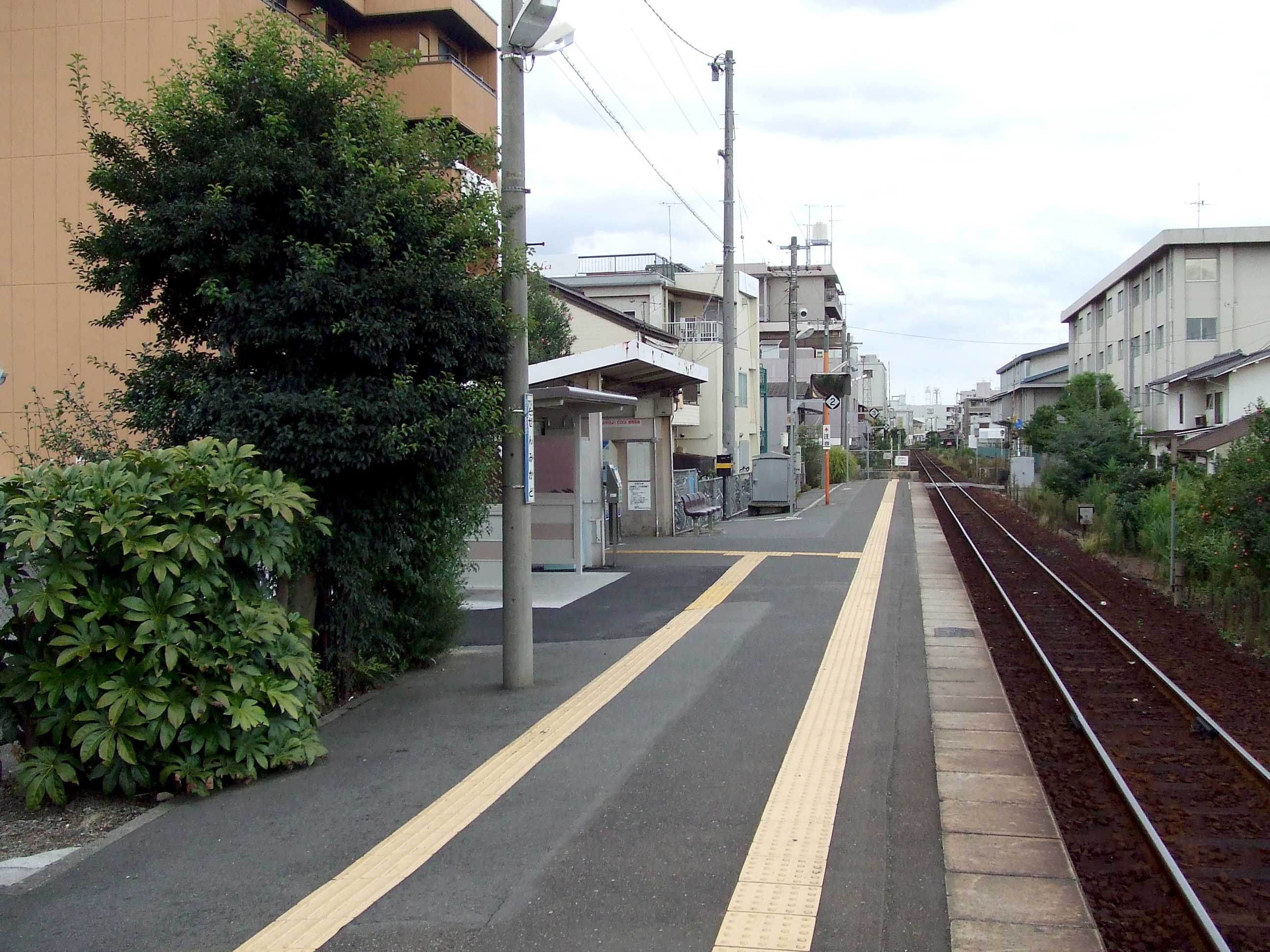
ホーム（2007年9月）

総社方面に向かって右側に単式ホーム1面1線を有する地上駅（停留所）。棒線駅のため、総社方面行・岡山方面行双方が同一ホームに発着する。
両側を踏切（三門東踏切・三門西踏切。いずれも4輪車通行は不可。）に挟まれている。ホーム有効長が4両分しか無いため、以前朝ラッシュ時に5両以上の列車が到着した際にはドアカットが実施されていた。その際には一部車両が駅横にある踏切上にはみ出し、列車が発車するまで遮断機が下りたままになっていた。2013年（平成25年）1月現在5両以上の列車は運転されていない。
岡山駅管理の無人駅。駅舎と言えるものは無く、直接ホームに入る形となっている。ICOCA利用可能駅であり、ICOCA簡易自動改札機と、自動券売機（ICOCA用カードホルダーあり）が設置されている。

## 利用状況
近年の1日平均乗車人員の推移は以下の通り。
朝ラッシュ時と帰宅ラッシュ時は近隣の 関西高校 創志学園の生徒が多数利用している。
| 乗車人員推移 | 乗車人員推移 |
| 年度         | 1日平均人数  |
| ------------ | ------------ |
| 1999         | 1,167        |
| 2000         | 1,120        |
| 2001         | 1,069        |
| 2002         | 1,084        |
| 2003         | 1,136        |
| 2004         | 1,149        |
| 2005         | 1,133        |
| 2006         | 1,062        |
| 2007         | 1,040        |
| 2008         | 1,036        |
| 2009         | 1,071        |
| 2010         | 994          |
| 2011         | 987          |
| 2012         | 935          |
| 2013         | 964          |
| 2014         | 939          |
| 2015         | 933          |
| 2016         | 951          |
| 2017         | 1,032        |
| 2018         | 1,065        |
| 2019         | 1,147        |
| 2020         | 1,044        |
| 2021         | 1,016        |

## 駅周辺
- 北ふれあいセンター
  - 北区北福祉事務所
  - 北区北保健センター
- 岡山県立岡山工業高等学校
- 関西高等学校
- 創志学園高等学校
- 岡山市立石井中学校
- 岡山市立三門小学校
- 国神社
- 国道180号
- 岡山県道236号巌井野田線

## バス路線
駅北側の国道180号沿いに「三門」バス停があり、中鉄バスと備北バスが発着している。以前は岡山電気軌道（岡電バス）の路線もあって終日バスが多数発着していたが、岡電バス路線廃止や中鉄バス路線減便・休止もあり、現在はバスの本数よりも吉備線の本数の方が多い状態となっている。
- 中鉄バス
  - 国道180号方面
    - 885：リサーチパーク・岡山運輸支局
    - 886：佐山団地・県営住宅
    - 893：吉備高原・リハビリテーションセンター
    - 一宮東

  - 岡山駅方面
    - 001：岡山駅
    - 003：天満屋バスセンター
- 備北バス
  - 807：川上バスセンター・地頭
  - 807：岡山天満屋

## その他
- ICOCAの使用履歴について、当駅は「備三門」と表記されている。

## 隣の駅
西日本旅客鉄道（JR西日本）
 桃太郎線（吉備線）
岡山駅 (JR-U01) - 備前三門駅 (JR-U02) - 大安寺駅 (JR-U03)